# Centre d'interprétation de la foresterie de La Sarre
Le Centre d'interprétation de la foresterie est un lieu historique situé à La Sarre, en Abitibi-Témiscamingue. Cette ville, qui se situe près du lac Abitibi, se trouve également dans la MRC d'Abitibi-Ouest. Le centre historique se tient dans le même bâtiment que le bureau d'information touristique. Le lieu comporte notamment une collection d'outils forestiers d'époque, qui fait découvrir aux visiteurs les métiers liés à la foresterie. Les touristes peuvent également s'y enrichir de connaissances en géographie, en archéologie et en histoire régionale, comme la présence des Anishinabeg qui s'est étendue sur des millénaires.  

## Histoire de l'Abitibi-Ouest
Avant l'arrivée des Européens, la région de l'Abitibi-Témiscamingue était peuplée par deux groupes Anishinabeg: les Abitibis et les Témiscamings. Ce sont les Abitibis qui habitaient le territoire où se trouve aujourd'hui La Sarre, au nord de la ligne de partage des eaux. Si les Anishinabeg occupaient ce territoire, ils étaient également en mouvement constants et fréquentaient leurs voisins les Cris et les Atikamekw.

### L'activité forestière en Abitibi-Ouest
Au début du XXe siècle, au moment où la population rurale de la Vallée du Saint-Laurent se déplaçait massivement vers les États-Unis, les autorités politiques et religieuses collaborèrent dans le mouvement de colonisation de l'Abitibi. Sous Wilfrid Laurier, la construction du chemin de fer transcontinental au Canada donna un élan à la colonisation en Abitibi par un tracé traversant la région. Ces travaux ferroviaires en Abitibi débutèrent en 1909. Dès 1912, les trains commencent à circuler en Abitibi.
L'exploitation forestière faisait partie intégrante de la colonisation de l'Abitibi. En fait, l'appui du gouvernement dans la construction du chemin de fer dans la région découlait de son désir de puiser dans les ressources forestières. L'usine de pâtes de l'Abitibi Power and Paper Company (en) d'Iroquois Falls dans le Nord ontarien, construite en 1915 près de la rivière Abitibi, va donner un élan à l'exploitation forestière de la région, aux pourtours du lac Abitibi. L'important réseau hydrographique de la région va permettre le flottage de bois sur de longues distances. En 1929, ce sont 1200 bûcherons abitibiens qui travaillaient pour des entrepreneurs à l'œuvre pour l'Abitibi Power. Dans ces mêmes années, plusieurs scieries de l'Abitibi virent le jour et elles bénéficièrent de très fortes demandes de l'extérieur en bois de construction.  Ces scieries contribuèrent ainsi au développement rapides de villes abitibiennes, notamment La Sarre.
Des milliers de travailleurs vinrent ainsi en Abitibi pour y travailler dans les chantiers. Si plusieurs arrivants sont venus s'établir en Abitibi, avec leur famille, la raison était souvent le travail pour les scieries. Les bûcherons étaient souvent rémunérés 8 dollars par jour. Cela dit, le métier de bûcheron était ardu physiquement. Ce travail nécessitait beaucoup d'effort tout au long de l'année. Par ailleurs, le métier de draveur était très risqué. Ces travailleurs devaient souvent courir sur les billes en tentant de garder leur équilibre ou avoir recours à la dynamite pour détruire les embâcles. C'est pourquoi le risque de noyade ou de blessure était très élevé. De plus, leur alimentation au camp était très peu variée. On y consommait fréquemment les mêmes repas comme du lard salé, de la soupe au bois, des fèves au lard et du pain. Néanmoins, après la Deuxième Guerre mondiale, d'autres aliments s'intégrèrent à leur diète, notamment le lait, les légumes et les fruits.

## Protection et mise en valeur
En 1989, la ville de La Sarre fut désignée, par l'Association forestière canadienne, de "Capitale forestière du Canada". Pour l'occasion, le Centre d'interprétation de la foresterie fut érigé pour rendre hommage à tous les travailleurs de la forêt. En 2011, le site fut ravagé par un incendie, mais à la suite de l'implication des Lassarrois, un nouveau bâtiment en bois rond fut construit en 2012, et il put accueillir des visiteurs dès 2013. 
Le centre se compose d'une collection d’environ 450 objets, notamment une quarantaine d’objets de bois (objets domestiques, boîtes, outils de mesure et autres) et 200 objets de métal (scies, rabots, haches, outils de menuisier, ancre). La collection comporte aussi quelques livres et photographies, de même que 200 objets de matériaux divers. Une part de ces pièces fait partie de la collection d’Archéo-08. Le site expose également une partie des maquettes de l’exposition Hommage à nos pionniers d’Eddyenne Rodrigue. Ce centre offre également aux touristes, depuis les dernières années une visite animée  par le biais de capsules audios. En utilisant des codes QR apposés aux vitrines de l'exposition, les visiteurs peuvent ainsi écouter des présentations sur différents thèmes variés, notamment sur des artéfacts autochtones ou les conditions de vie des travailleurs de la forêts.
C'est Véronique Trudel qui est responsable du Centre d'interprétation de la foresterie, en plus d'être directrice générale du Centre d'art de La Sarre. Cette institution est également membre du Réseau muséal de l'Abitibi-Témiscamingue. Ce dernier lui a attribué un sceau de qualité, le Label Muséo-Famille, pour les nombreux services que l'organisme offre aux familles en visite.